# Burîlove, Krîve Ozero
Burîlove (în ucraineană Бурилове) este o comună în raionul Krîve Ozero, regiunea Mîkolaiiv, Ucraina, formată numai din satul de reședință.

## Demografie
Componența lingvistică a comunei Burîlove
     Ucraineană (98,39%)
     Alte limbi (1,62%)
Conform recensământului din 2001, majoritatea populației comunei Burîlove era vorbitoare de ucraineană (98,39%), existând în minoritate și vorbitori de alte limbi.